# Swilly
Swilly (irsk: An tSúileach,) er en flod i County Donegal, Irland, der løber i østlige retning igennem Donegals største by Letterkenny. Letterkenny blev etableret ved floden og blev det første sted, hvor man kunne krydse floden i 1600-tallet.